# Фонтаны Омска
Фонтаны Омска — одна из архитектурных особенностей города. В прошлом их количество было настолько значительно, что город лидировал в Сибири по их числу на душу населения. Фонтаны располагались у любого культурного заведения, у больниц и лечебно-профилактических учреждений, а в парках их могло насчитываться до трёх штук. Однако сейчас большинство фонтанов (около пятидесяти) заброшено или разрушено. К крупным работающим относятся четыре: светомузыкальный фонтан на Театральной площади, фонтаны около администрации города и на улице Тарская, а также фонтан «Изобилие» в сквере им. 30 лет ВЛКСМ напротив транспортного университета. Ещё менее десятка других находится на балансе управляющих компаний.
Фонтаны сооружались в местах скопления людей и обеспечивали людей влажной прохладой, необходимой в условиях омского климата с его пыльными бурями. С подобной важностью эти архитектурные объекты обязательно включались в проекты застройки вместе с озеленением, что может объяснять их массовость в городе. Строились они не сами по себе, а входили в проект культурных сооружений, парков, медицинских учреждений и детских садов, находившихся в ведомстве предприятий. Ряд фонтанов был возведён горисполкомом. В то же время они не были обязательным элементом и были недёшевы для города. Однако советские люди добивались сооружения полезных в психологическом смысле объектов, в том числе от первого секретаря Омского обкома КПСС Сергея Манякина.
Фонтаны работают в тёплое время года, с конца апреля или начала мая по начало сентября. После зимы отключенные фонтаны очищают от мусора, проверяют состояние коммуникаций и подачу воды, а также, при необходимости, ремонтируют. В случае неблагоприятных погодных условий (таких как дождь и сильный ветер) фонтаны отключают.
С ними связаны некоторые традиции. В них кидают мелкие монетки (в основном 10 копеек), причём как приезжие, так и горожане; в день ВДВ там купаются десантники; изредка устраиваются молодёжные флешмобы, когда в чашу фонтана выливаются шампуни или моющие вещества, создающие огромную пену, вылезающую из чаши. Фонтаны являются популярным объектом фотографии.

## История
Какой из фонтанов является старейшим в городе, пока вопрос дискуссионный. Большинство краеведов считает таковым фонтан на территории Детского эколого-биологического центра, который был построен в 1911 году к Первой Западно-Сибирской сельскохозяйственной, лесной и торгово-промышленной выставке. Со временем фонтан разрушился, и только в 2014 году его реконструировали. Это не было исторической реставрацией, поскольку сохранилась единственная фотография фонтана и нет ясности даже в том вопросе, сколько фигур в нём было (три или четыре). Поэтому новый фонтан, построенный при финансовой поддержке горожан, имеет совсем другой вид и похож на вулкан.
С другой стороны, более старым может оказаться другой фонтан. Во дворе дома Батюшкина реставраторы обнаружили фонтанную чашу, которая, если считать её спроектированной вместе с домом, датируется 1901 годом.
Особенно активно фонтаны строились в 1930—1940-е годы, с 1960-х активность строительства уменьшилась, а в 1980-х снова резко увеличилась. Однако после распада СССР большинство их было брошено или разрушено.

## Фонтаны правобережной части города

### Фонтаны в центре
Светомузыкальный фонтан находится на Театральной площади. Это самый молодой из крупных фонтанов, он был построен уже после распада СССР, в 1995 году. Его строительство финансировалось по линии госзаказа. В дополнение к нему проектировался непрерывный водопад с крыши Музыкального театра по обе стороны от здания, были построены фонтанные чаши, однако до конца проект доведён не был. Светомузыкальные функции имеющийся фонтан также утратил. На Театральной площади у фонтана собирается молодёжь, влюблённые пары, роллеры, скейтеры, представители разных национальностей. Также здесь проводятся оппозиционные митинги.
Перед Пушкинской библиотекой располагается фонтан, не работающий по причине утраты форсунок. На ул. Орджоникидзе у дома 39 недавно появился частный фонтан, построенный предпринимателем под окнами его офиса.
Фонтан расположен в сквере у улицы Гагарина, напротив здания администрации города. Построен в 1958 году, сделан в форме многоярусной вазы, окружённый декоративным бассейном из красного мрамора. В сквере им. Дзержинского обычно молодёжь не собирается, поэтому у фонтана тихо и прогуливаются родители с маленькими детьми.
В сквере «Сад пионеров» (открыт 15 марта 1936 года) на месте разрушенного Успенского собора в 1996 году был оборудован цветомузыкальный фонтан. Он был сооружен в чаше, представлявшей собой декоративный бассейн, в центре которого находилась скульптура оленя (установлена в «Саду пионеров» в 1958 году). Летом 2005 года правительство Омской области приняло решение воссоздать собор, и фонтан был разобран, а скульптура установлена неподалёку. В 1936 году в сквере «Сад пионеров» был установлен фонтан со скульптурой «Дети, кормящие пингвинов», который также уничтожен (сохранилась только скульптура).
Ещё один фонтан находится на улице Тарская, он меньший из четырёх главных действующих фонтанов. Построен был в 1957 году, состоящий из гранитного бассейна, середину которого украшает чугунная чаша с бьющими из неё струями воды. Этот фонтан в жаркую погоду привлекает к себе множество людей, в том числе потому, что рядом расположены Тарские ворота.
На реконструированной в 2014 году улице Чокана Валиханова были установлены два необычных фонтана, изготовленных специально для Омска в Англии и Болгарии. Они выполнены из нержавеющей стали и напоминают зеркала, по граням которых сбегает вода. Обычных фонтанных чаш у них нет, потому что, по задумке, не должно быть видно, как вода начинает и заканчивает своё движение. Вода для них используется высококачественная (прошедшая хлорирование и обеззараженная). Кроме того, эти фонтаны запускают раньше всех остальных

### Другие фонтаны
Существовал небольшой фонтан на проспекте Культуры в городке Нефтяников на севере Омска, напротив детской городской клинической больницы № 3. Он бездействовал более десяти лет и был восстановлен в 2016 году.
Напротив главного корпуса аграрного университета находится фонтан, представляющий собой следующую композицию: по краям установлены 6 лягушек, а в центре находится крокодил. В народе его называют «Крокодил и лягушки» или сокращенно «Лягушки». Он был построен в 1937 году, в середине 1950-х годов перестал работать, в 1988 году его восстановили, немного изменив вид, но с 1990-х годов фонтан снова перестал работать.
Имелся свой фонтан и у Дворца пионеров, и на Зелёном острове («Змейка»), и в парке им. 30-летия ВЛКСМ.
Напротив транспортного университета в сквере им. 30 лет ВЛКСМ находится построенный в 1956 году фонтан «Изобилие». Это самый старый из действующих фонтанов города. Он является центром композиционного архитектурного решения сквера: дорожки ведут к фонтану, подобно лучам. Хотя сквер построили ещё в 1949 году, место под фонтан, спроектированный В. Д. Доосом и И. Н. Ратько, было запланировано, и композиция в целом имеет единый стиль — сталинский ампир. На фонтане изображены корзины фруктов и различных яств, а также корабельные штурвалы и пятиконечные звёзды. В него подаётся питьевая вода.
Ранее небольшие фонтаны находились также на площади перед Омским цирком и внутри его фойе. Затем место площадного фонтана заняла цветочная клумба. Во время реконструкции 2015—2016 решено восстановить их.
Кроме этого, небольшие фонтаны есть в микрорайоне Релеро, на площади Серова недалеко от железнодорожного вокзала, на улице Гашека на юго-восточном конце города, на проезде Кохомского (там он работает только во время проведения выставки «АгроОмск» в начале августа), на улице Завертяева и на улице Иванишко.

## Фонтаны Левобережья и Старого Кировска
Два фонтана располагались в Авиагородке и были местом притяжения людей. Один, размещённый в сквере у санитарной части для авиаторов, изображал медицинскую чашу с обвитой змеёй, которая извергала воду. Он был выполнен из гранита и многие годы стоял в сквере после того, как санчасть переехала и подача воды прекратилась. Когда земли Авиагородка начали раздавать под жилищное строительство предприятиям, фонтан был вывезен в неизвестном направлении.
Другой фонтан Авиагородка — «Гулливер, берущий в плен блефусканские корабли», был построен в 1930-х годах. Он располагается между Омским лётно-техническим колледжем гражданской авиации и жилыми зданиями, возведёнными после сноса первого фонтана, заброшен.
Помимо этого, фонтанами располагают 3-й, 5-й и 6-й микрорайоны.

## Комментарии
1. ↑  54°58′57″ с. ш. 73°22′52″ в. д.HGЯO
2. ↑  54°59′22″ с. ш. 73°22′25″ в. д.HGЯO
3. ↑  54°59′20″ с. ш. 73°22′05″ в. д.HGЯO
4. ↑  54°58′09″ с. ш. 73°22′55″ в. д.HGЯO